# Критолай (философ)
Критолай (греч. Κριτόλαος) из Ликии — перипатетик II века до н. э.
Участвовал в афинском посольстве к сенату и народу римскому (156 до н. э.), вместе с академиком Карнеадом и стоиком Диогеном Селевкийским.
Критолай был против учения стоиков о мировых пожарах. Он утверждал вечность космоса, который есть причина самого себя. От учения Аристотеля Критолай отступал в некоторых частных пунктах: так, он считал наслаждение злом и утверждал эфирную природу души.
Среди учеников — Диодор Тирский.